# دنیس ویور
دنیس ویور (انگلیسی: Dennis Weaver؛ ‏ ۴ ژوئن ۱۹۲۴ – ۲۴ فوریهٔ ۲۰۰۶ (۸۱ سال)) بازیگر و سیاستمدار اهل ایالات متحده آمریکا بود.
از فیلم‌ها یا برنامه‌های تلویزیونی که وی در آن نقش داشته‌است، می‌توان به مردی به نام اسلج، دوئل، نشانی از شر و ساعات دلاوری اشاره کرد.